# Mussaca
Mussaca ou mussacá (em grego: μουσακάς, transl. mussaká; em eslavo meridional: мусака transl. musaka; do turco: musakka; do árabe: مسقعة, transl. musaqqaʿa, "resfriado"), também conhecida como mousaka ou moussaka, é uma especialidade gastronômica do Oriente Médio, típico das culinárias grega e turca, entre outras, sendo, na versão árabe, um cozido de grão de bico com berinjelas, muito comum na culinária vegana.
Pode ser também uma variação de lasanha italiana, só que grega, muitíssimo saborosa. Essa versão é originalmente feita com carne de carneiro, berinjelas, e tomate, sempre condimentado com azeite, cebola, ervas e fortemente temperado com pimenta ou malagueta.